# Aleksandra Petrovna Protasova
Principessa Aleksandra Petrovna Protasova, in russo Александра Петровна Протасова?, coniugata Golicyna (in russo Голицына?) (20 marzo 1774 – San Pietroburgo, 11 settembre 1842), è stata una nobildonna russa.

## Biografia
Era la figlia primogenita del senatore Pëtr Stepanovič Protasov (1730-1794), e di sua moglie, Aleksandra Ivanovna Protasova  (1750-1782).
Dopo la morte di entrambi i genitori, lei e le sue sorelle crebbero dalla zia, Anna Stepanovna Protasova, damigella d'onore di Caterina II, ricevendo un'ottima educazione.
Nel 1791 divenne damigella d'onore.

## Matrimonio
Nel 1791 sposò Aleksej Andreevič Golicyn (1767-1800). Ebbero sei figli:
- Pëtr Alekseevič (1792-1842), sposò Elizaveta Antonovna Zlotnicka;
- Vera Alekseevna (1794);
- Pavel Alekseevič  (1796-1864), sposò la contessa Natal'ja Nikolaevna Zotova;
- Elizaveta Alekseevna (1797-1844);
- Aleksandr Alekseevič (1798-1876);
- Aleksej Alekseevič (1800-1876), sposò la contessa Aleksandra Pavlovna Kutajsova.

Il matrimonio durò solo 9 anni. Il 14 maggio 1818 si convertì ufficialmente al cattolicesimo. Il suo esempio fu seguito da due dei suoi figli e la figlia divenne una suora e una missionaria. Aleksandra ha anche avuto un impatto su alcuni degli altri nobili russi che si convertirono al cattolicesimo.

## Morte
La principessa morì l'11 settembre 1842 a San Pietroburgo e fu sepolta a Parigi nel Cimitero di Montmartre.